# Szathmári Paksi Pál
Szathmári Paksi Pál (1733. március 31. – 1766. augusztus 7.) orvosdoktor, nyelvész, fizikus, református kollégiumi tanár.

## Élete
1757-58-ban a franekeri egyetemen tanult, ahol 1758. június 29-én orvosdoktori oklevelet nyert, azután a bölcselet tanára volt Sárospatakon 1759-től haláláig, 1766-ig.
Szilágyi Mártonnal együtt kezdte meg a Sárospataki Református Kollégium Természetrajzi Gyűjteményének kialakítását.

## Munkái
1. Dissertatio de simplicium remediorum prae operose concinnatis praestantia. Praes. Guilielmo Ouwens. Franequerae, 1757.
2. Dissertatio inaug. medica de morte naturali. Uo. 1758. (mind a két munka utánnyomatott Kolozsvárt 1760-ban).
3. Kis világ, mellynek elenyésztését néhai Szuhai Erzsébeth úr aszszonynak, Báji Patai Sámuel úr élete párjának: utolsó tisztességekor magyar versekben foglalt Bájon 1765. Hely n.

Atyjának életrajzát is megírta, mely a Neues gelehrtes Europa című vállalatban (Wolfenbüttel, 1757. 856. és köv. l.) megjelent.